# Laurence Bennett
Laurence Bennett é um diretor de arte americano. Como reconhecimento, foi nomeado ao Oscar 2012 na categoria de Melhor Direção de Arte por The Artist.